# Joost de Schutter
Joost de Schutter, né le 7 janvier 2002 à Eindhoven aux Pays-Bas, est un footballeur néerlandais, qui évolue au poste de milieu défensif au PSV Eindhoven.

## Carrière

### En club
Arrivé au PSV Eindhoven à l'âge de 8 ans, il signe en 2019 son premier contrat professionnel avec le club du Brabant-Septentrional.

### En équipe nationale
International avec les moins de 17 ans, il participe au championnat d'Europe des moins de 17 ans en 2019. Il joue quatre matchs lors de cette compétition où il évolue principalement au milieu défensif.

## Palmarès

### En sélection
Pays-Bas -17 ans
- Championnat d'Europe des moins de 17 ans
  - Vainqueur en 2019